# Trematopora fragilis
Trematopora fragilis is een mosdiertjessoort uit de familie van de Trematoporidae. De wetenschappelijke naam van de soort is voor het eerst geldig gepubliceerd in 1864 door Winchell.